# Pamacris carterocera
Pamacris carterocera är en insektsart som först beskrevs av Nicholas David Jago 1964.  Pamacris carterocera ingår i släktet Pamacris och familjen gräshoppor. Inga underarter finns listade i Catalogue of Life.